# Orin
Orin är en kommun i departementet Pyrénées-Atlantiques i regionen Nouvelle-Aquitaine i sydvästra Frankrike. Kommunen ligger i kantonen Oloron-Sainte-Marie-Ouest som tillhör arrondissementet Oloron-Sainte-Marie. År 2022 hade Orin 266 invånare.

## Befolkningsutveckling
Antalet invånare i kommunen Orin
| Referens: INSEE |